# The Perfect Red Velvet
The Perfect Red Velvet (с англ. — «Идеальный Красный Бархат») — переиздание второго студийного альбома Perfect Velvet южнокорейской гёрл-группы Red Velvet. Был выпущен 29 января 2018 года лейблом SM Entertainment с заглавным синглом «Bad Boy».

## Предпосылки и релиз
В интервью Idolator от 16 января 2018 года о номинировании на премию Грэмми и работе с K-pop артистами американская продюсерская команда The Stereotypes рассказали о работе с Red Velvet и их предстоящим возвращением. Ранее они также спродюсировали два трека из их второго студийного альбома Perfect Velvet («Kingdom Come» и «Attaboy»). В итоге стало известно, что новая песня станет ведущим синглом альбома «Bad Boy».
Всего через два месяца после выхода Perfect Velvet SM Entertainment объявил через фото-тизер, размещенный на их официальных аккаунтах Twitter и Instagram, 23 января 2018 года, что Red Velvet выпустят переиздание второго студийного альбома под названием The Perfect Red Velvet с «Bad Boy» в качестве ведущего сингла.
«Bad Boy» был описан как песня с концепцией «sexy» и «girl crush» южнокорейскими новостными сайтами, чего никогда раньше не было сделано группой. 24 января 2018 года сообщалось, что переиздание Perfect Velvet выйдет 29 января с тремя новыми песнями, в том числе «Bad Boy».
26 января были опубликованы тизеры с Вэнди и Джой, после последовали тизеры Айрин и Йери на следующий день, вышел тизер с Сыльги.

## Состав альбома
«Bad Boy» характеризуется как R&B песня с элементами хип-хопа и синтезаторной мелодии наряду с тяжелым басовым звуком. Песня была написана командой The Stereotypes, с корейскими текстами Ю Ен Чжина. Песня описывает влечение между плохими мужчинами и высокомерными женщинами. Мексиканский новостной сайт Milenio назвал мелодию песни смесью R&B и хип-хопа и описал её текст как историю начала отношений пары.
«All Right» — это танцевальная поп-песня, которая лирически побуждает человека смотреть в будущее с людьми вокруг него. «Time To Love» — это R&B баллада среднего темпа, песня подробно описывающими волнение по поводу новых отношений.

## Промоушен
Хореография была поставлена японским хореографом Рие Хата, которая ранее работала с CL с «The Baddest Female» и БоА для её сингла «Nega Dola».
Red Velvet провели презентацию возвращения 29 января 2018 года, в тот же день, что и релиз альбома. Он транслировался в прямом эфире через Naver app V-Live. Во время шоу участницы обсудили свои новые песни, в том числе «Bad Boy», которые они впервые исполнили вживую. Группа начала свое продвижение через M! Countdown, 1 февраля. Группа выступила на Music Bank, Show! Music Core, Inkigayo и Show Champion, где они выиграли свой первый трофей за «Bad Boy» 7 февраля. Для дальнейшего продвижения альбома и сингла, участники также появились на нескольких радиошоу в Южной Корее, таких как Чхве Хва Чжун Power Time SBS FM, NCT SBS Night Night и SBS FM Ким Чан Рюль в старой школе радио.

## Критика
Тамар Герман из Billboard назвала заглавный трек «Bad Boy» «самым тёмным», сравнив их с радужными оттенками их последнего сингла «Peek-a-Boo». Герман также прокомментировала стиль участниц, отметив «сексуальную форму и спортивные ажурные костюмы», которые изображали группу как «Femme fatales». Хореография песни также рассматривалась как самая сексуальная. Наконец, она назвала песню и альбом «общими представителями бархатной стороны группы (ссылка на двойственную концепцию группы), контрастируя с причудливыми „красными“ песнями, которые группа выпустила в прошлом году». Анологичным образом, Эла Теодосио из Christian Today считала, что сингл был их «самым огненным треком», и заявила что два других трека, «следуют теме ретро-диско группы». Эйвери Томпсон из Hollywood Life назвала участниц «воплощением girl power», она похвалила клип ведущего сингла. Джефф Бенджамин Фьюз высказал мнение, что группа положила свой собственный образ на современные R&B и хип-хоп, сравнивая его с такими, как Рианна, Тинаше и Карди Би, где они включают «нахальные фразы в свои стихи и хоры». Затем он описал другой трек «All Right» и «Time To Love» как балладу. В декабре 2018 года Billboard включил титульный трек «Bad Boy» в список «100 лучших песен 2018 года», а MTV выбрал «All Right» как одну из «лучших K-Pop песен 2018 года». The Perfect Red Velvet также был включен в «12 лучших альбомов K-Pop 2018 года».
В Южной Корее X Sports News назвали «Bad Boy» идеальным сочетанием интенсивной «красной» стороны и мягкого «бархата» в своем обзоре двойной концепции Red Velvet «красный» и «бархат» со времени их дебюта с «Happiness» и «Be Natural».

## Коммерческий успех
The Perfect Red Velvet дебютировал на вершине чарта Gaon, а также возглавил еженедельный альбомный чарт Hanteo после его выпуска. Сингл «Bad Boy» также занимал первое место в недельном графике загрузки Gaon и второе место в цифровом графике Gaon.
Альбом занял третье место в чарте Billboard World Albums, в то время как «Bad Boy» занял второе место в чарте World Digital Songs и заработал лучшие продажи в США на сегодняшний день, продав 4000 загрузок с 26 января по 1 февраля. Альбом стал их вторым релизом в чарте во французском Download Albums Chart и их самым высоким, чартом на 87 строчке. «Bad Boy» также отмечает дебют группы на Canadian Hot 100. В Японии The Perfect Red Velvet занял 29 место в чарте альбомов Oricon.

## Трек-лист
| №                   | Название                                              | Текст песни               | Музыка                                                   | Arrangement             | Длительность |
| ------------------- | ----------------------------------------------------- | ------------------------- | -------------------------------------------------------- | ----------------------- | ------------ |
| 1.                  | «Bad Boy»                                             | JQ Moon Hee-yeon          | The Stereotypes Maxx Song Whitney Phillips Yoo Young-jin | The Stereotypes         | 3:30         |
| 2.                  | «All Right»                                           | Jam Factory               | Kevin Charge Phoebus Tassopoulos Jessica Jean Pfeiffer   | Iseulan                 | 3:49         |
| 3.                  | «Peek-a-Boo» (피카부; Pikabu)                         | Kenzie                    | Moonshine Cazzi Opeia Ellen Berg Tollbom                 | Moonshine               | 3:09         |
| 4.                  | «Look» (봐; Bwa)                                      | Jinbo Sumin               | Charli Taft Daniel "Obi" Klein Jinbo Sumin               | Daniel Obi Klein        | 4:05         |
| 5.                  | «I Just»                                              | Kim Boo Min               | Aventurina King Hitchhiker Kim Boo-min John Fulford      | Hitchhiker              | 3:08         |
| 6.                  | «Kingdom Come»                                        | Lee Seu-ran (Jam Factory) | The Stereotypes Deez Ylva Dimberg                        | The Stereotypes         | 3:30         |
| 7.                  | «Time to Love»                                        | Kang Eun-Jeong            | Ellen Berg Tollbom Kim Min-Ji Lee Dong-Hoon              | Kim Min-ji              | 3:15         |
| 8.                  | «My Second Date» (두 번째 데이트; Du Beonjjae Deiteu) | Jeon Gan-di               | James Wong Sidnie Tipton Sophie Stern                    | Gladius                 | 3:14         |
| 9.                  | «Attaboy»                                             | Kenzie                    | Kenzie The Stereotypes Ylva Dimberg                      | The Stereotypes         | 3:16         |
| 10.                 | «Perfect 10»                                          | Cho Yoon Kyung            | Charli Taft Daniel "Obi" Klein Deez                      | Daniel "Obi" Klein Deez | 3:29         |
| 11.                 | «About Love»                                          | 1월 8일 (Jam Factory)     | RE:ONE Davey Nate                                        | RE:ONE                  | 3:25         |
| 12.                 | «Moonlight Melody» (달빛 소리; Dalbit Sori)           | Lee Joo-hyung (Monotree)  | Lee Joo-hyung (Monotree) Kwon Deok-geun                  | Kwon Deok-geun          | 3:40         |
| Общая длительность: | Общая длительность:                                   | Общая длительность:       | Общая длительность:                                      | Общая длительность:     | 41:37        |

## Чарты
| Чарты (2018)                           | Позиции в чартах |
| -------------------------------------- | ---------------- |
| French Download Albums (SNEP)          | 87               |
| Japanese Albums (Oricon)               | 29               |
| South Korean Albums (Gaon)             | 1                |
| США (Billboard Top Heatseekers Albums) | 7                |
| США (Billboard World Albums)           | 3                |

## Победы

### Музыкальные программы
| Песня     | Программа                 | Дата             |
| --------- | ------------------------- | ---------------- |
| «Bad Boy» | Show Champion (MBC Music) | 7 февраля, 2018  |
| «Bad Boy» | M Countdown (Mnet)        | 8 февраля, 2018  |
| «Bad Boy» | Music Bank (KBS)          | 9 февраля, 2018  |
| «Bad Boy» | Inkigayo (SBS)            | 11 февраля, 2018 |
| «Bad Boy» | M Countdown (Mnet)        | 15 февраля, 2018 |